# Alexander von Ballestrem
Alexander Karl Wolfgang Graf von Ballestrem (* 28. Juli 1806 in Ratibor; † 28. Juni 1881 in Hirschberg) war ein deutscher Rittergutsbesitzer und Parlamentarier.

## Herkunft
Alexander von Ballestrem war Sohn von Carl Ludwig von Ballestrem und dessen Frau Jeanette, geb. von Zülow. Sein Großvater war der aus Norditalien stammende Giovanni Battista Angelo Ballestrero di Castellengo, der 1842 als Giovanni Battista Angelo Graf Ballestrem in den preußischen Militärdienst eingetreten war.
Der Majoratsherr und Industrielle Carl Wolfgang von Ballestrem war sein Bruder, der Industrielle und Politiker Franz von Ballestrem sein Neffe und der Majoratsherr und Industrielle Carl Franz von Ballestrem sein Onkel.

## Leben
Alexander von Ballestrem studierte ab 1825 an der Universität Breslau Rechtswissenschaft. Zu Beginn des Studiums wurde er Mitglied des Corps Borussia Breslau. Nach dem Studium wurde er Rittergutsbesitzer und später Landschaftsdirektor in Ratibor. 1852 wurde er im Wahlkreis Oppeln 8 in das Preußische Abgeordnetenhaus gewählt. Als katholischer Abgeordneter gehörte er 1852 zu den Gründern der katholischen Fraktion. Am 6. November 1853 legte er sein Mandat nieder.

## Familie
Er heiratete am 16. Oktober 1839 in Klein-Deutschen Mathilde von Hertell (* 30. März 1818; † 17. Dezember 1900). Das Paar hatte mehrere Kinder:
- Johanna (* 1. August 1840; † 11. Februar 1930) ⚭ 1860 Graf Heinrich von Stillfried (* 10. Juli 1830)[2]
- Felix (1841–1845)
- Helene (* 20. Mai 1846; † 6. Februar 1909) ⚭ 1867 Graf Wilhelm von Stillfried (* 18. Juli 1824; † 28. Dezember 1878)
- Conrad Wolfgang (* 8. März 1848; † 22. November 1925) ⚭ 14. Oktober 1873  Gabriele von Kalinowski (1853–1879)
- Anna Eufemia Carolina (* 18. August 1854; † 26. April 1941) ⚭ Josef von Adlersfeld (* 22. Mai 1845; † 7. März 1907), Rittmeister
- Oskar Gustav Wolfgang (* 7. Mai 1858; † 10. Oktober 1896) ⚭ 1884 Amalie Chevesich (* 9. Januar 1866; † 1948)